# 溥楣
奉恩鎮國公溥楣（1844年9月30日—1894年6月29日），是榮親王第六代，原為貝勒奕繪次子载釗長子，1857年载鈞去世後，奉旨過繼給载鈞為嗣。1862年被任命管理右翼近支宗室，但在1866年因事革爵，由其三弟，也就是载釗的三子溥芸繼承，仍為奉恩鎮國公。